# Christopher R. W. Nevinson
Christopher Richard Wynne Nevinson ARA (13. srpna 1889 Londýn – 7. října 1946 tamtéž), známý také jako CRW Nevinson či Richard, byl anglický figurální a krajinářský malíř, litograf, který používal grafickou techniku leptu. Byl jedním z nejvýznamnějších válečných umělců první světové války.
Nevinson studoval na známé designové, umělecké a vzdělávací škole Slade School of Art, která je součástí University College London (UCL). Pod vedením figurálního malíře Henryho Tonkse zde studoval výtvarné umění spolu se sirem Stanley Spencerem a Markem Gertlerem. Když opustil školu, spřátelil se s italským básníkem, redaktorem, uměleckým teoretikem a zakladatelem italského futuristického hnutí Filippem Tommasem Marinettim a s Percy Wyndhamem Lewisem, anglickým spisovatelem, malířem a kritikem. Nevinson se přidal k Lewisově uměleckému centru Rebel Art Centre, rozhádal se ale s nimi poté, co připojil jméno skupiny pod manifest futurismu, aniž by se o tom s nimi domluvil. Lewis založil nové modernistické hnutí Vorticists, do něhož už Nevinsona nepřizvali.
Po vypuknutí první světové války se připojil k Friends' Ambulance Unit (dobrovolnické ambulanci). Necelé tři měsíce na přelomu let 1914 a 1915 sloužil jako dobrovolnický záchranář, dokud jej zhoršující se astma nedonutilo k návratu do Británie. Následně se dobrovolně přihlásil k domácí službě v Královském armádním lékařském sboru. Tyto zkušenosti využil jako náměty pro série autentických obrazů, které používaly strojní estetiku futurismu, a pro větší efekt se nechal ovlivnit i kubismem. Anglický malíř a kritik Walter Sickert napsal v té době, že „Nevinsonova malba La Mitrailleuse (Kulomet) pravděpodobně zůstane nejdůležitější a soustředěnou výpovědí o válce v dějinách malířství“. V roce 1917 byl Nevinson jmenován oficiálním válečným umělcem, ale již nepoužíval modernistický styl pro zobrazení hrůz moderní války, maloval stále více realisticky. Nevinsonovy pozdější obrazy z 1. světové války, založené na krátkých návštěvách západní fronty, neměly stejnou sílu jako dřívější práce, jež z něj udělaly významného mladého umělce v Anglii. Krátce po skončení války Nevinson několikrát vycestoval do Spojených států amerických, kde vytvořil řadu obrazů New Yorku. Nicméně vychloubání se a zveličování zásluh válečných zkušeností spolu se střídavě depresivní a temperamentní osobností mu nadělaly mnoho nepřátel jak v USA, tak v Británii. V roce 1920 kritik Charles Lewis Hind o Nevinsonovi napsal, že „v jeho třiceti letech je to jeden z nejdiskutovanějších, nejúspěšnějších, nejslibnějších, nejobdivovanějších a nejvíce nenáviděných britských umělců“. Nevinsonovy paměti z roku 1937 Paint and Prejudice (Malba a předsudek), byť živé a pestré, jsou částečně nepřesné, nekonzistentní a zavádějící.

## Život

### Mládí a studium

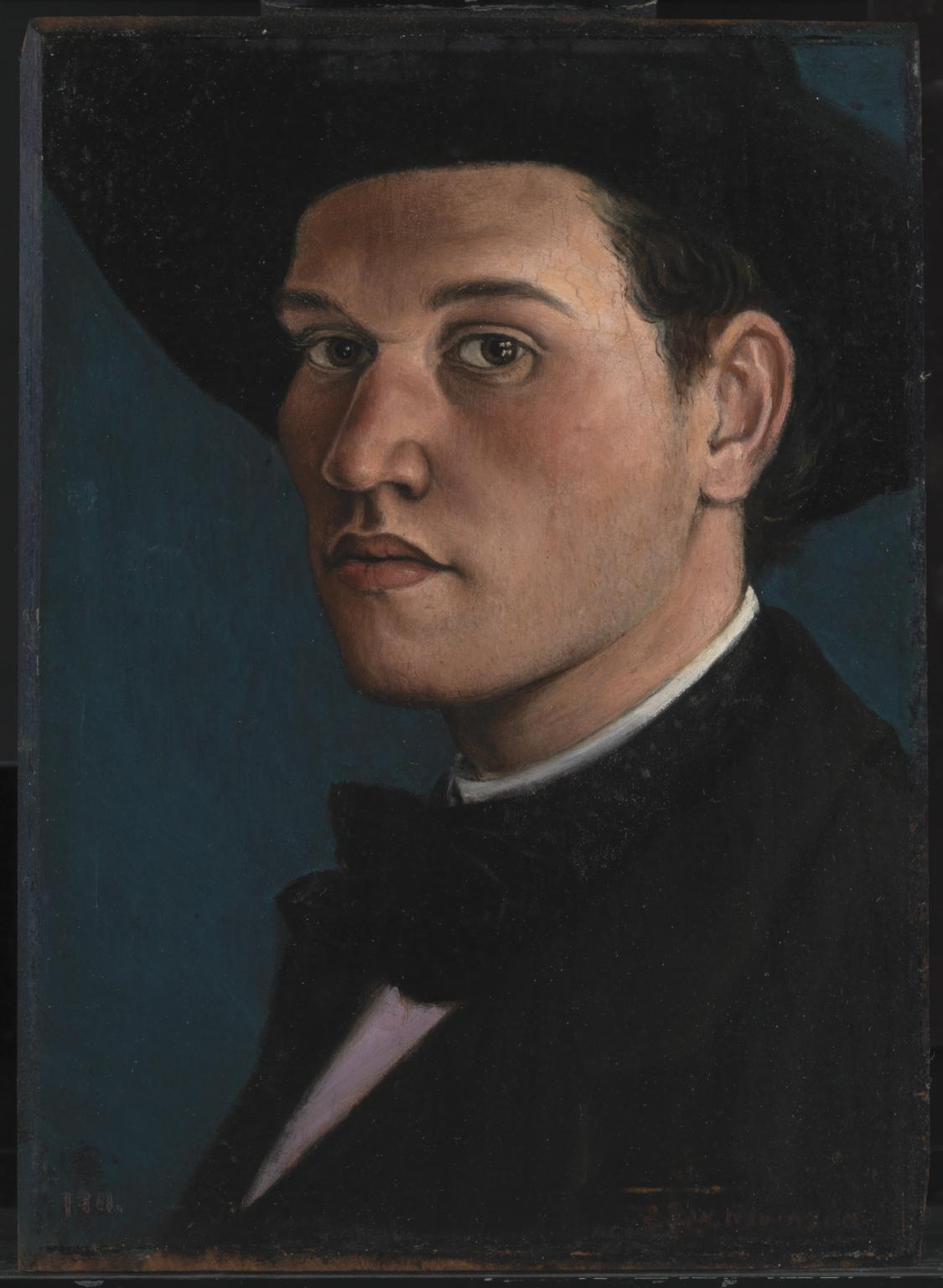
Autoportrét, 1911. Obraz namaloval během studií na Slade. Vliv jeho učitele Henryho Tonkse je zřejmý v provedení detailů rysů obličeje. Profil na tmavém pozadí připomíná portréty italského renesančního umělce Sandra Botticelliho.

Richard Nevinson se narodil v londýnské čtvrti Hampstead, jako jedno ze dvou dětí válečného korespondenta Henryho Nevinsona a spisovatelky Margarety Nevinsonové. Měl sestru Philippu (Mary), která se narodila v Německu a později se stala talentovanou hudebnicí. Nevinson se vzdělával ve Shrewsbury School, kterou navštěvoval také jeho otec. V roce 1903 byl poslán do Uppingham School, kterou v nepřítomnosti otce zvolila jeho matka. Byla to velká veřejná škola s tradicemi a byla modernější než ostatní veřejné školy té doby. Dále pokračoval na umělecké škole St John's Wood Art School. Inspirován prací Augusta Johna, rozhodl se přejít na Slade School of Art, součást University College v Londýně. Tam se setkal s Markem Gertlerem, Stanleym Spencerem, Paulem Nashem, Maxwellem Gordonem Lightfootem, Adrianem Allinsonem a Dorou Carringtonovou. Mark Gertler byl na nějaký čas jeho nejbližším přítelem. Vytvořili skupinu neo-primitivů, kteří byli hluboce ovlivněni uměním rané renesance. Gertler a Nevinson nakonec ze skupiny odešli, když se oba zamilovali do Dorry Carringtonové. Profesor Henry Tonks, který na Slade učil, doporučil Nevinsonovi opustit myšlenku na uměleckou kariéru, neboť jej považoval za příliš vzpurného a bez talentu.
V létě roku 1912 Nevinson Slade opustil a další dva roky (1912–1913) pokračoval ve studiu na Julianově akademii v Paříži, a také se přidal k Ruskému kroužku. Setkal se osobně s Vladimírem Leninem, Pablem Picassem, Andrém Derainem či Henri Matissem, sdílel studio s Amedeem Modiglianim. Seznámil se také s kubismem a také s italskými futuristy Filippem Tommaso Marinettim a Ginem Severinim, což mělo velký vliv na jeho budoucí tvorbu.
V roce 1914 se vrátil zpět do Anglie. V Londýně se spřátelil se známým radikálním spisovatelem a umělcem Wyndhamem Lewisem, který založil prostor pro výstavy a setkávání umělců Rebel Art Centre. Ten však existoval pouze v létě 1914. Mezi členy skupiny patřil Edward Wadsworth a Ezra Pound, poté se k nim připojil i Nevinson. V březnu 1914 byl jedním ze zakládajících členů umělecké londýnské skupiny The London Group. V červnu 1914 publikoval s Marinettim v několika britských novinách manifest anglického futurismu nazvaný Vital English Art. Ten odsoudil staromileckou špínu londýnské umělecké scény, deklaroval futurismus jako jediný způsob prezentace moderního věku strojů a vyhlásil jeho vůdčí roli v čele britského umění. Lewise se dotklo, že Nevinson připojil k manifestu jméno Rebel Art Centre, aniž by se zeptal jeho nebo někoho jiného ze skupiny. Založil tak nové hnutí Vorticists, avantgardní skupinu umělců a spisovatelů, do níž nebyl Nevinson vpuštěn, ač vymyslel název jejich uměleckého časopisu BLAST.

### První světová válka

#### Nevinson zdravotník

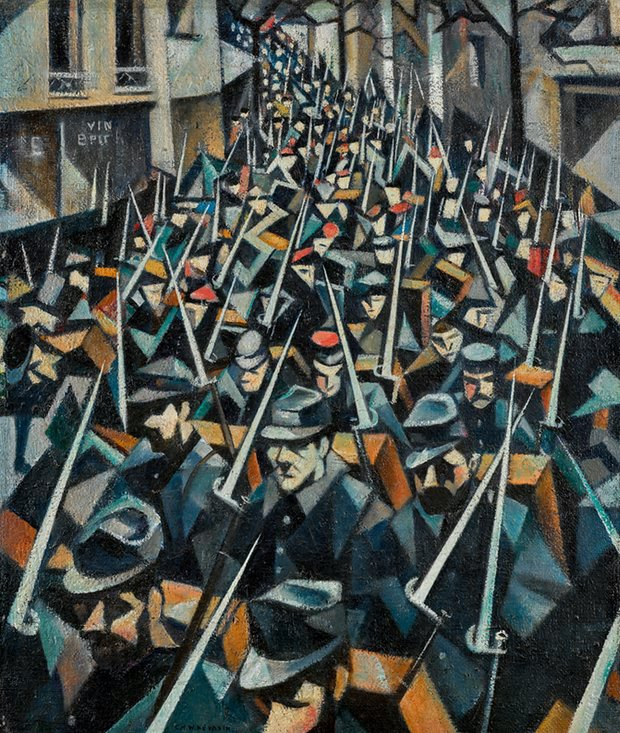
A Dawn (Úsvit), 1914

Po vypuknutí první světové války se Nevinson připojil k Friends' Ambulance Unit, ambulanční jednotce, kterou pomáhal založit jeho otec. Od 13. listopadu 1914 strávil Nevinson devět týdnů s FAU a britským Červeným křížem, většinou pracoval na železniční stanici Shambles u Dunkerku. V Shambles byly asi tři tisíce těžce zraněných francouzských vojáků, kteří byli evakuováni z fronty a pak opuštěni. Několik týdnů zde zůstal v beznaději s mrtvými a umírajícími, ležícími na špinavé slámě. Nevinson spolu se svým otcem a dalšími dobrovolníky pracoval na obvazování ran, pomáhal uklízet a dezinfikovat budovu, aby byla dobře obyvatelná. Poměry v Shambles ztvárnil ve dvou obrazech: The Doctor (Lékař) a La Patrie (Rodná zem). Když francouzské orgány převzaly kontrolu nad situací, byl Nevinson přeřazen na pozici řidiče sanitky. To však trvalo asi jeden týden, kvůli špatnému zdraví nebyl schopen automobil řídit. V lednu 1915 se jeho revmatismus zhoršil a tak se vrátil do Británie.
V březnu 1915 měl čtyři obrazy vystaveny na druhé výstavě skupiny London Group. Jeho futuristický obraz Returning to the Trenches (Návrat do zákopů) a skulptura Rock Drill (Vrtací kladivo) od Jacoba Epsteina vzbudily velkou pozornost. Poté, co byl jeho otec ujištěn, že Nevinson nebude vyslán do zahraničí, byl zařazen jako civilista do Royal Army Medical Corps a strávil zbytek roku 1915 prací v Třetí londýnské obecné nemocnici ve Wandsworthu. Dne 1. listopadu 1915 se v Hampsteadu oženil s Kathleen Mary Knowlmanovou, dcerou obchodníka s textilem z Islingtonu. Po týdenní svatební cestě se vrátil k Royal Army Medical Corps. V lednu 1916 však byl pro akutní revmatickou horečku vyřazen ze služby.

#### Rok 1916

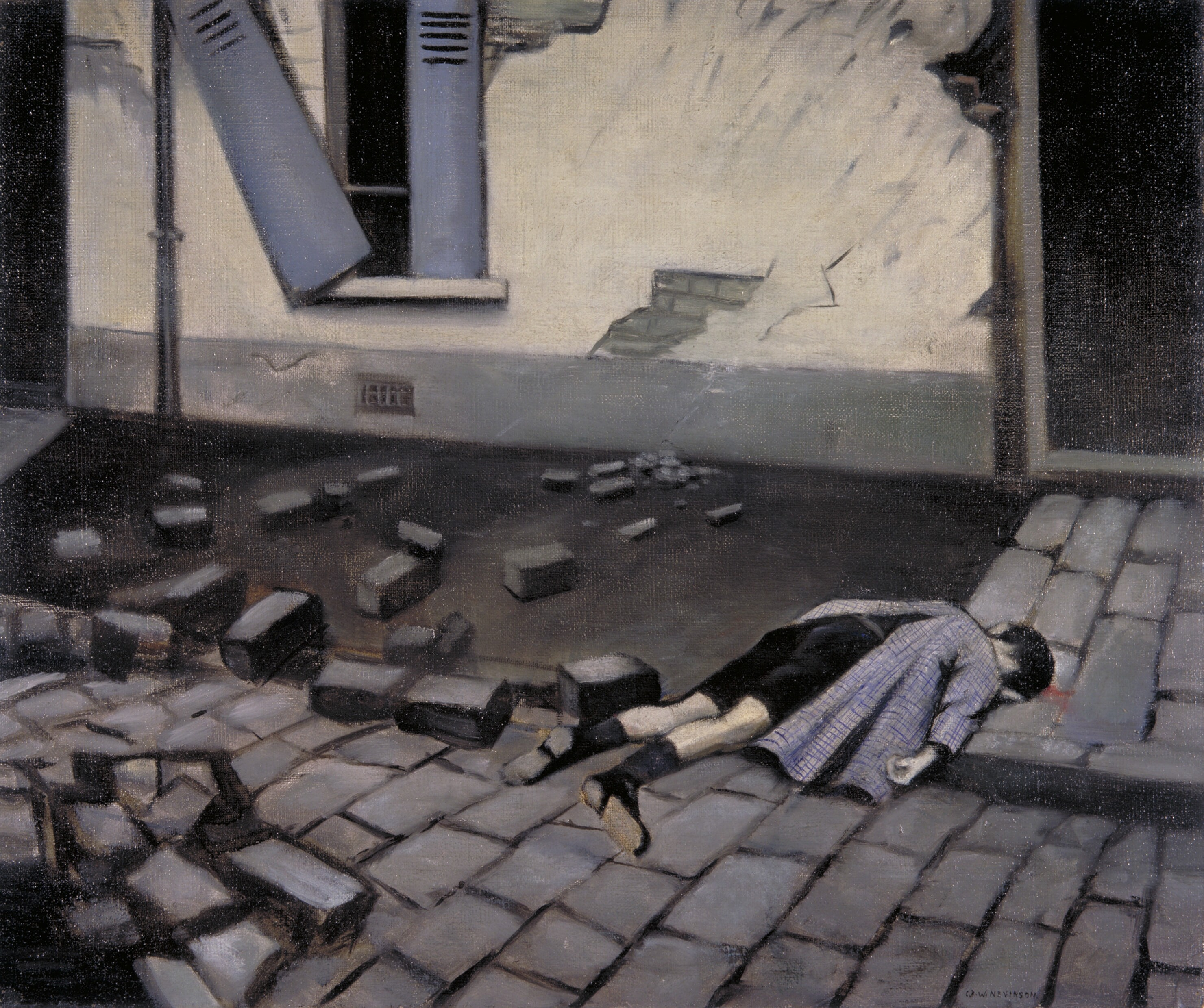
A Taube (Taube), 1916; dítě zabité v Dunkerku bombou shozenou z německého letadla typu Taube

Nevinson využil své zkušenosti z Francie a Všeobecné nemocnice v Londýně pro řadu autentických obrazů s využitím futuristické a kubistické techniky. V březnu 1916 vystavil malbu La Mitrailleuse (Kulomet) spolu s dalšími umělci z asociace Allied Artists Association v londýnské Gallerii Grafton. Malíř a grafik Walter Sickert v té době napsal, že „La Mitrailleuse pravděpodobně zůstane nejdůležitější soustředěnou výpovědí o válce v dějinách malířství“. V reakci na úspěch tohoto obrazu Leicester Galleries nabídla Nevinsonovi uspořádání samostatné výstavy. Konala se v říjnu 1916 a byl to úspěch – všechna díla byla prodána. Michael Sadler koupil tři obrazy, Arnold Bennett koupil plátno La Patrie (Rodná zem) a sir Alfred Mond koupil A Taube, obraz ukazující dítě zabité v Dunkerku bombou shozenou z německého letadla typu Taube. Výstavu navštívilo několik významných spisovatelů a politiků. Díky tomu se jí dostalo rozsáhlé publicity a z Nevinsona se stala celebrita. Když se La Patrie objevila v Londýně v roce 1916, kritik napsal: „La Patrie bude stát, k úžasu a hanbě našich potomků, jako příklad toho, co civilizovaný člověk v první čtvrtině 20. století udělal.“

#### Válečný umělec

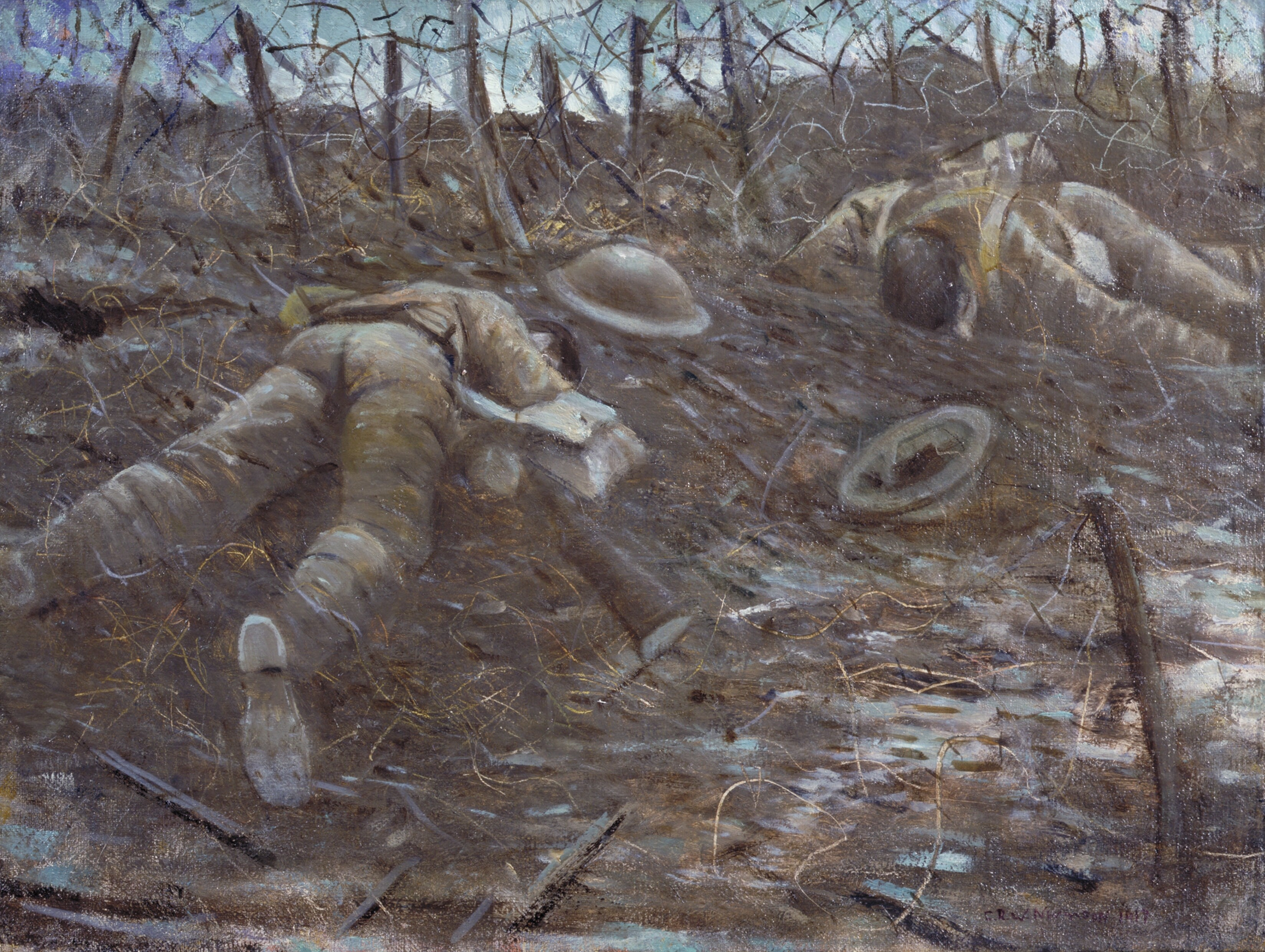
Paths of Glory (Stezky slávy), 1917

V dubnu 1917 byl Nevinson, s pomocí skotského umělce Muirheada Bone a svého otce, jmenován oficiálním válečným umělcem Oddělení informací. Nosil uniformu válečného korespondenta a pobyl na západní frontě od 5. července do srpna 1917, období, které zahrnovalo začátek bitvy u Passchendaele 31. července, známou jako třetí bitva u Yper. Nevinson byl ubytován s dalšími návštěvníky na hradě Harcourt, jižně od Caen. Brzy byl převeden do pěší divize poblíž Arrasu. Odtud se pohyboval podél fronty, navštěvoval pozorovací stanoviště a dělostřelecké baterie. Letěl s Royal Flying Corps a dostal se pod protileteckou palbu. Strávil noc v pozorovacím balónu nad Sommou.
Když se v srpnu 1917 vrátil do Londýna, dokončil nejprve šest litografií o letadlech pro Britain's Efforts and Ideals, portfolio obrazů Úřadu pro válečnou propagandu. Poté strávil sedm měsíců ve svém Hampsteadském studiu zpracováváním svých náčrtů. Řada úředníků z Oddělení informací jeho studio navštívila a styl jeho nových obrazů se jim příliš nezamlouval. Nevinson byl nyní zaměřen na jednotlivce, ať už na osoby vykazující hrdinské vlastnosti nebo na oběti války. Maloval realisticky, s použitím omezené palety barev, někdy použil pouze blátivě hnědou barvu nebo khaki. Zatímco výstava z roku 1916 obsahovala jak realistická díla, tak díla s využitím kubistických a futuristických technik, na výstavě z roku 1918 byly již všechny jeho práce v realistickém stylu.
Krom toho, že umělečtí poradci Oddělení informací považovali jeho nová díla za příliš nezáživná, cenzoři Britského ministerstva války měli námitky proti třem konkrétním obrazům. U The Road from Arras to Bapaume (Silnice z Arrasu do Bapaume) Nevinson s otočením směru dopravy souhlasil, u zbylých dvou děl ale ustoupit nehodlal. U A Group of Soldiers (Skupina vojáků) mu bylo vytčeno, že „zobrazený typ lidí není britské armády hoden“, nakonec byl ale obraz schválen k vystavení. Ne tak Paths of Glory (Stezky slávy), obraz dvou padlých britských vojáků v poli plném bláta a ostnatého drátu. Poté, co mu bylo jasně řečeno, že obraz schválen nebyl, Nevinson trval na vystavení s hnědou páskou Cenzurováno napříč obrazem. Tím si vysloužil důtku, nejen za vystavení obrazu, ale i za použití slova „cenzura“ bez patřičného povolení.

#### Pamětní síň

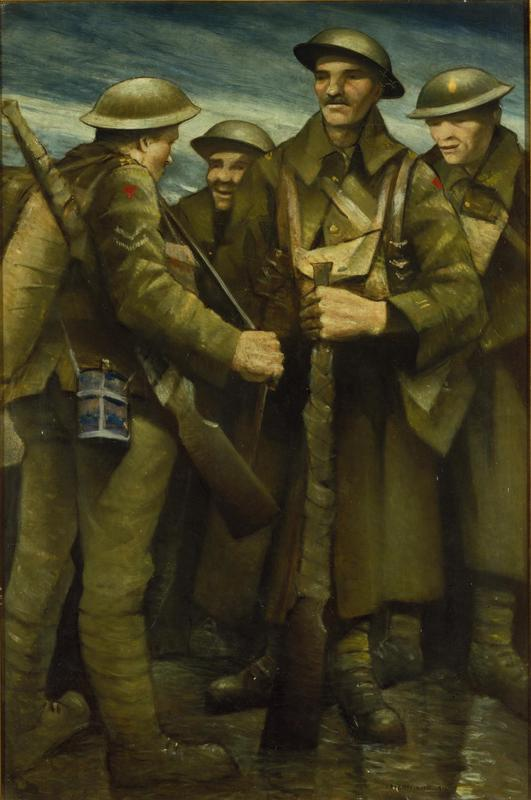
A Group of Soldiers (Skupina vojáků), 1917

V roce 1918 se Nevinson dohodl s British War Memorials Committee (Výborem pro britské vojenské památníky) na vytvoření již před časem navrhované ale nikdy nepostavené Hall of Remembrance (Pamětní síně), což měla být série obrazů a skulptur jako vzpomínka na padlé. Bylo mu nabídnuto čestné jmenování poručíkem, ale Nevinson jmenování odmítl z obavy, že by to mohlo ohrozit jeho status invalidy a s tím i jeho vyřazení z bojových povinností. Nevinson krátce navštívil západní frontu, ale vzhledem k tomu, že zůstal civilistou, musel být všude doprovázen, což komplikovalo jeho práci.
Během této cesty pořídil celou řadu náčrtků raněných. Dojmy z této cesty mu byly základem malby pro Harvest of Battle (Sklizeň bitvy), která byla jeho největší samostatnou prací. Obraz byl dokončen v únoru 1919 a Nevinson uspořádal ve svém ateliéru 2. dubna soukromou prohlídku tohoto díla pro řadu kritiků. Dílo mělo příznivé recenze, zejména v novinách Daily Express, na druhou stranu to vedlo k článkům, které tvrdily, že obraz je tak ponurý, že není vhodný pro veřejné vystavení. Když byl obraz vystaven na výstavě The Nation's War Paintings and Drawings pořádanou Imperiálním válečným muzeem v prosinci 1919 v Burlington House, Nevinson zuřil. Dílo nebylo vystaveno v hlavním prostoru galerie, ale v postranní místnosti. Zahájil kampaň proti všem, jež činil zodpovědnými za tuto urážku. Jeho pobouření nezůstalo bez následků, bylo zničeno přátelství s Muirheadem Bonem, který se na organizaci výstavy podílel, a zuřivostí zaslepený Nevinson již neviděl uznání, jež se dostávalo jeho válečným obrazům.

### Poválečná kariéra

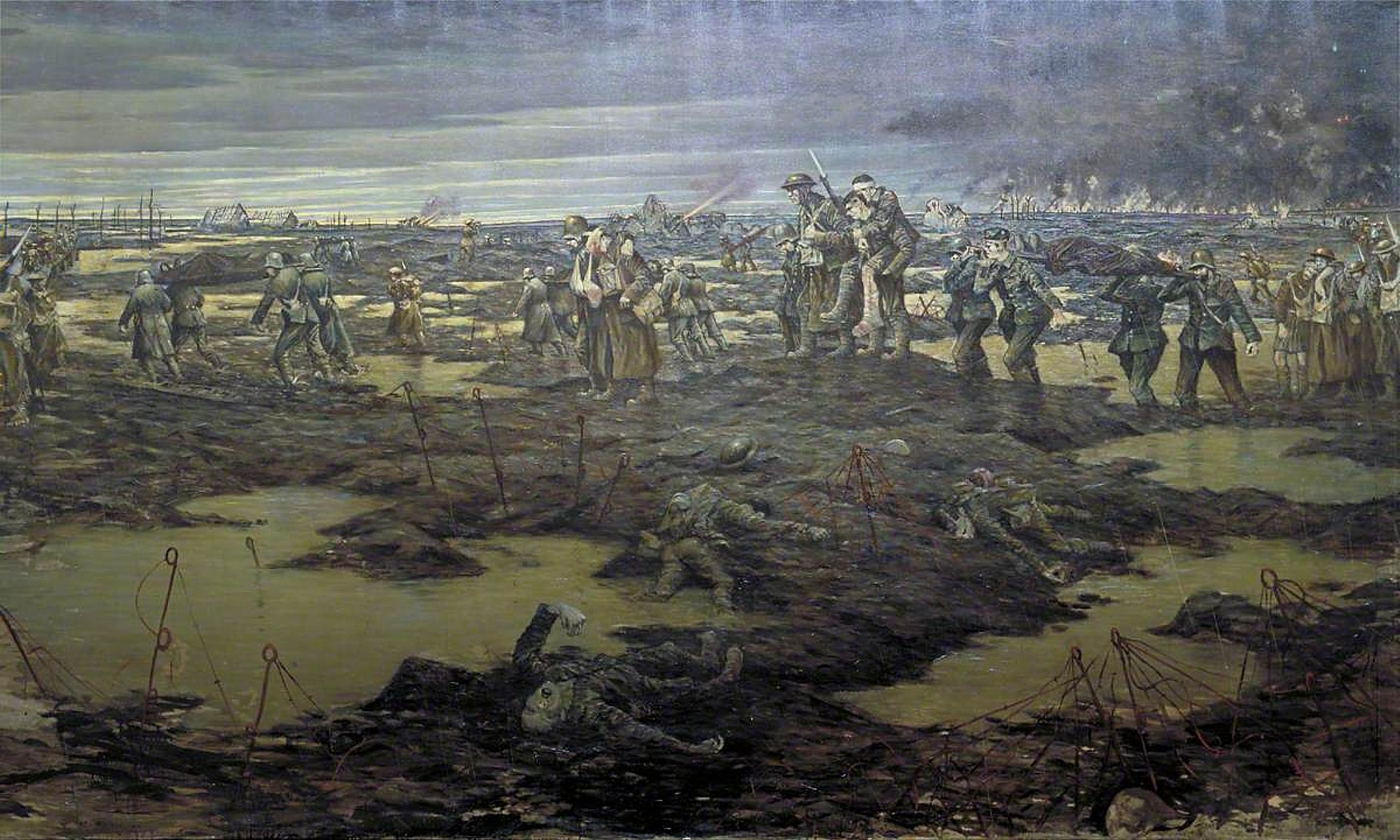
The Harvest of Battle (Sklizeň bitvy), 1919

Nevinson společně s Edwardem Elgarem a H. G. Wellsem zastupoval britskou kulturu na oslavách prvního výročí založení Československé republiky v Praze v roce 1919. V květnu 1919 Nevinson poprvé navštívil New York a strávil tam měsíc. Jeho tisky z první světové války prezentované v galerii Frederick Keppel & Co měly velký úspěch. Druhá výstava na stejném místě v říjnu 1920 už byla přijata daleko hůře. To vedlo k Nevinsonově deziluzi z New Yorku, a to do té míry, že svůj obraz New York – an abstraction (New York – abstrakce) přejmenoval na The Soul of the Soulless City (Duše města bez duše). Tvrdil, že byl prvním umělcem, který zobrazil New York v modernistickém stylu, ve skutečnosti několik britských avantgardních umělců takto zobrazilo město už před první světovou válkou. V květnu 1919, zatímco byl Nevinson v Americe, porodila jeho žena Kathleen syna, ale dítě zemřelo brzy, dříve než se stačil vrátit do Británie.
Nevinsonova chvástavá a nadsazená tvrzení týkající se jeho válečných zážitků, společně s jeho depresivní a temperamentní osobností mu nadělala mnoho nepřátel a to jak v USA, tak ve Velké Británii. Roger Fry z Bloomsbury Group byl jeho obzvláště velkým kritikem. V roce 1920 kritik Charles Lewis Hind poznamenal v úvodu katalogu k výstavě nedávných Nevinsonových prací: „Je to opravdu něco, stát se v jednatřiceti letech jedním z nejvíce diskutovaných, nejúspěšnějších, nejslibnějších, nejobdivovanějších a zároveň nejvíce nenáviděných britských umělců.“ V září 1920 vytvořil Nevinson plakát pro divadelní hru The Unknown Somerseta Maughana v režii anglické herečky a zpěvačky Violy Tree. Plakát zobrazoval bomby vybuchující kolem krucifixu. Obraz byl považován za urážlivý a bylo zakázáno jej vystavit v londýnském metru. Nevinson distribuoval plakát mimo divadlo a postupně si získal mnoho pozornosti tisku.
Ve třicátých letech 20. století namaloval Nevinson řadu městských scenérií v Londýně, Paříži a New Yorku. Nejvýznamnější z nich je The Strand by Night (Ulice Strand v noci) z roku 1937. Jeho poválečné práce se více blížily k naturalistickému stylu. Jeho velká malba z let 1932 až 1935, The Twentieth Century (Dvacáté století) útočila na fašismus a nacismus.
Vytvářel také velké historické alegorie, které byly považovány za poněkud umělecky pokleslé oproti jeho obrazům z první světové války. Kenneth Clark, tehdejší ředitel Národní galerie, zveřejnil k těmto obrazům několik odsuzujících komentářů; na oplátku se Nevinson stal velkým kritikem Clarka. Nevinson byl v roce 1938 oceněn Řádem čestné legie a v roce 1939 se stal členem Royal Academy of Arts.

### Druhá světová válka

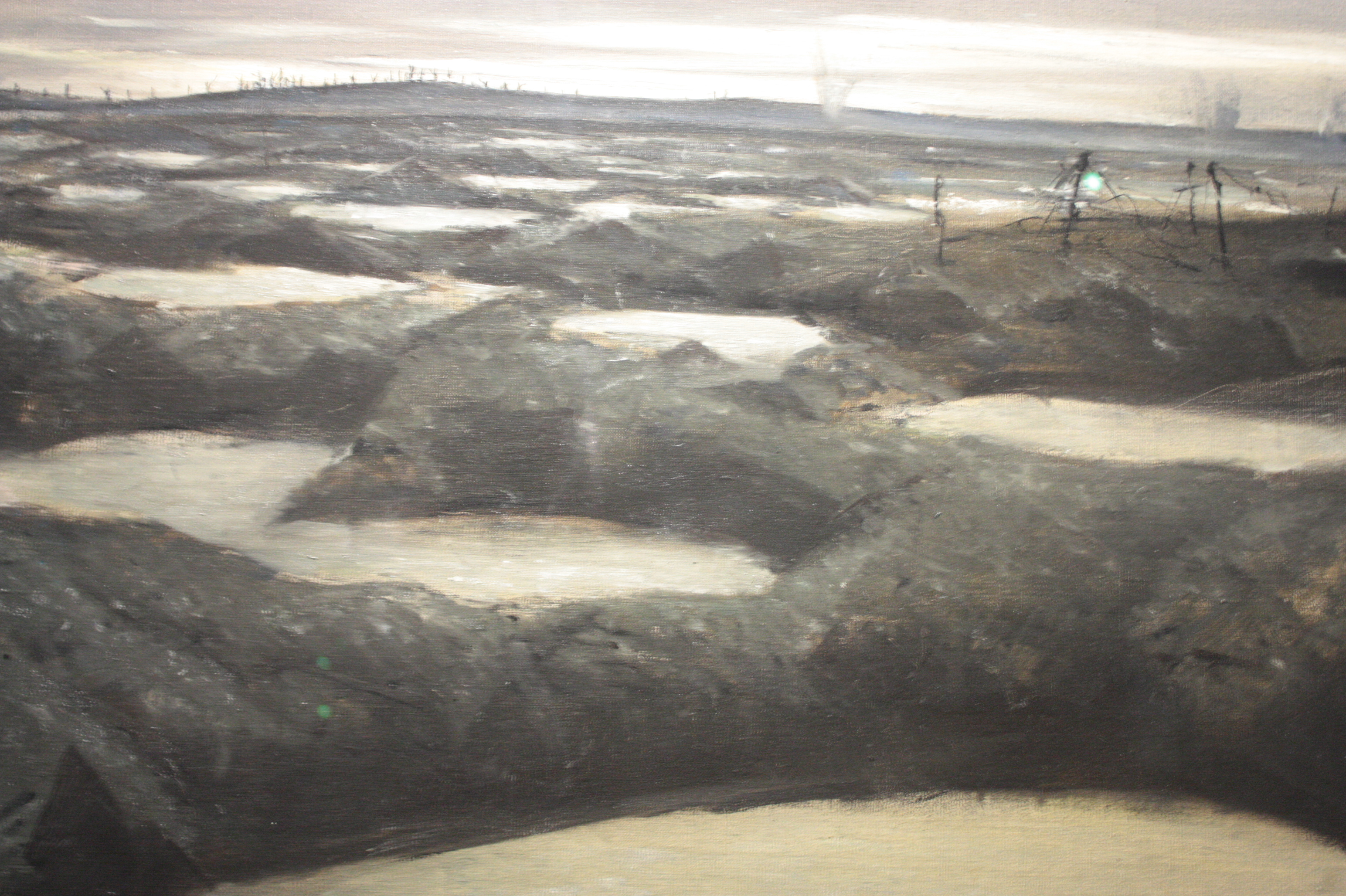
After The Push (Po útoku), 1917

Na počátku druhé světové války jmenovala britská vláda Poradní výbor pro válečné umění (WAAC), který se stal součástí ministerstva financí. Jeho předsedou byl jmenován Kenneth Clark. Navzdory veřejnému nepřátelství mezi Clarkem a jím byl Nevinson zklamán, že nebyl osloven WAAC. V prosinci 1940 předložil WAAC tři obrazy, které byly odmítnuty. V Londýně pracoval jako nosič nosítek během Blitzu, při kterém v Hampsteadu zasáhly bomby jeho rodný dům i ateliér. Výbor WAAC později koupil dva jeho obrazy: Anti-aircraft Defences (Protiletecká obrana) a The Fire of London, December 29th – An Historic Record (Požár Londýna, 29. prosince – historický záznam).
V srpnu 1942 Nevinson získal od královského letectva pověření zobrazit přípravy letců na nájezd na Dieppe. Vzali ho s sebou i na několik letů, aby si mohl udělat lepší představu letecké války. Nevinson svůj obraz Battlefields of Britain (Bitevní pole Británie) předal Winstonu Churchillovi jako dárek národu. Obraz stále visí v Downing Street. Krátce poté mu mrtvice ochromila pravou ruku a omezila schopnost řeči. Ucházel se o juniorní úřednickou pozici ve WAAC, ale byl odmítnut. Naučil se malovat levou rukou a v létě roku 1946 se tři jeho obrazy dostaly na výstavu v Královské akademii umění. Nevinson se výstavy zúčastnil na invalidním vozíku s pomocí své ženy Kathleen. O několik měsíců později zemřel ve svém domě ve věku 57 let na srdeční selhání.

## Dílo (výběr)
Nevinson se ve svých obrazech snažil realisticky zachytit osudy raněných vojáků a práci lékařů během války. Zpočátku využíval futuristické a kubistické techniky, později postupně od futurismu přecházel k realismu. Následující obrazy jsou součástí řady obrazů vyrobených na zakázku pro vojenské orgány.

### Returning to the Trenches

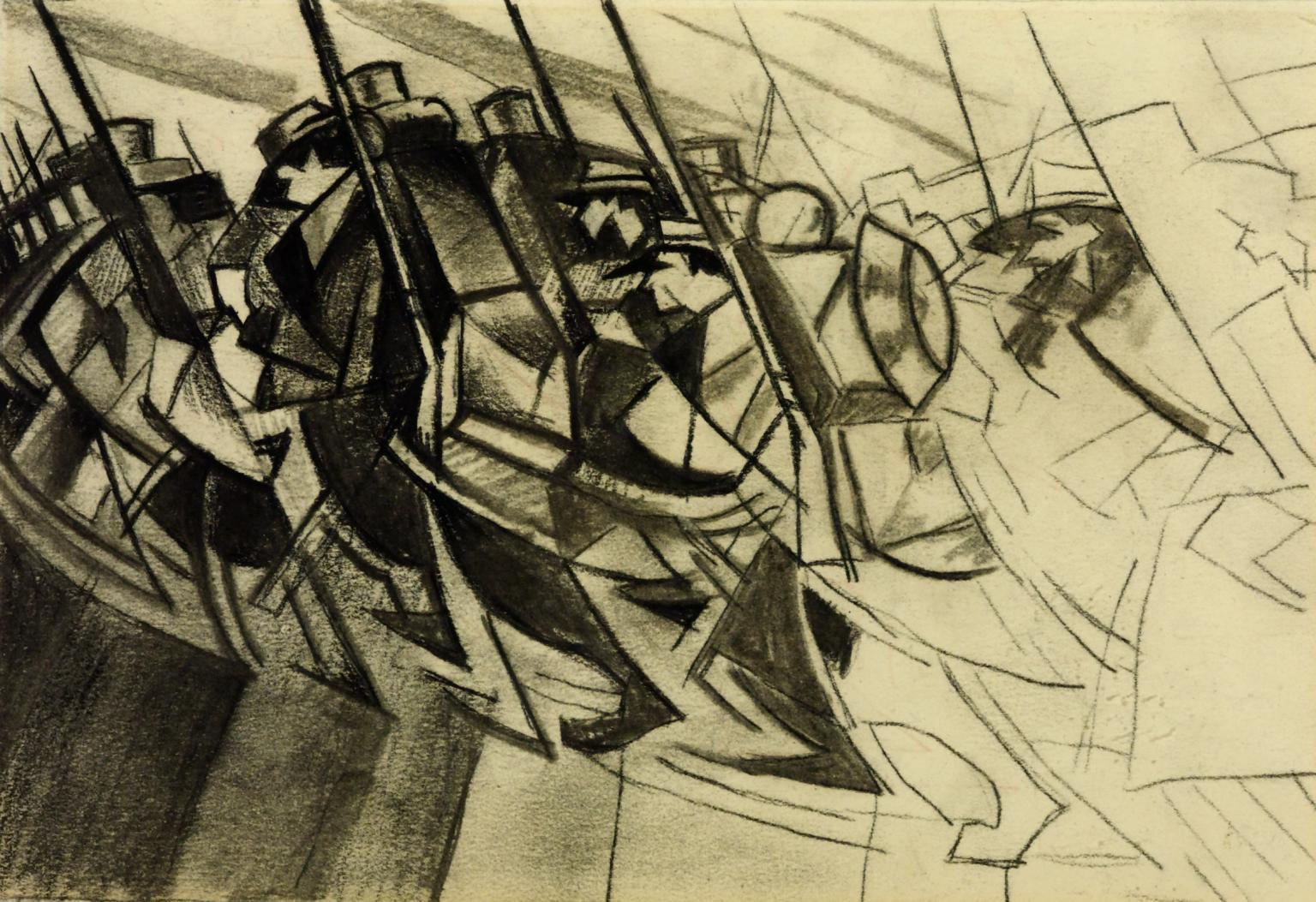
Studie obrazu, 1914–15
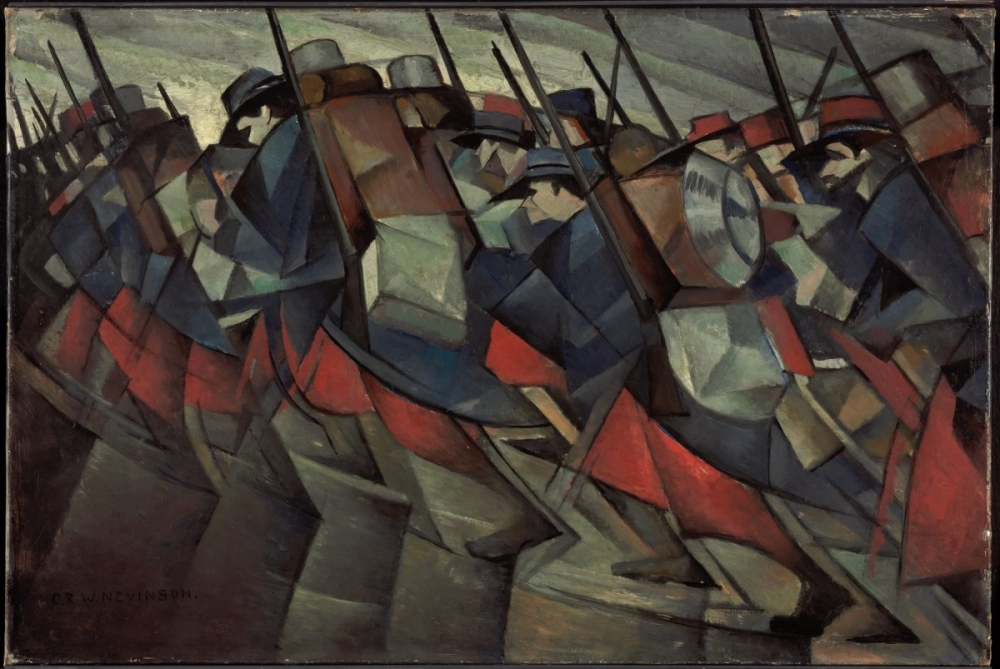
Studie obrazu, 1914–15
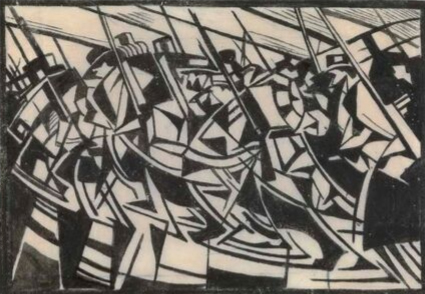
Studie, inkoust na papíru, velikost 13,5 x 19 cm
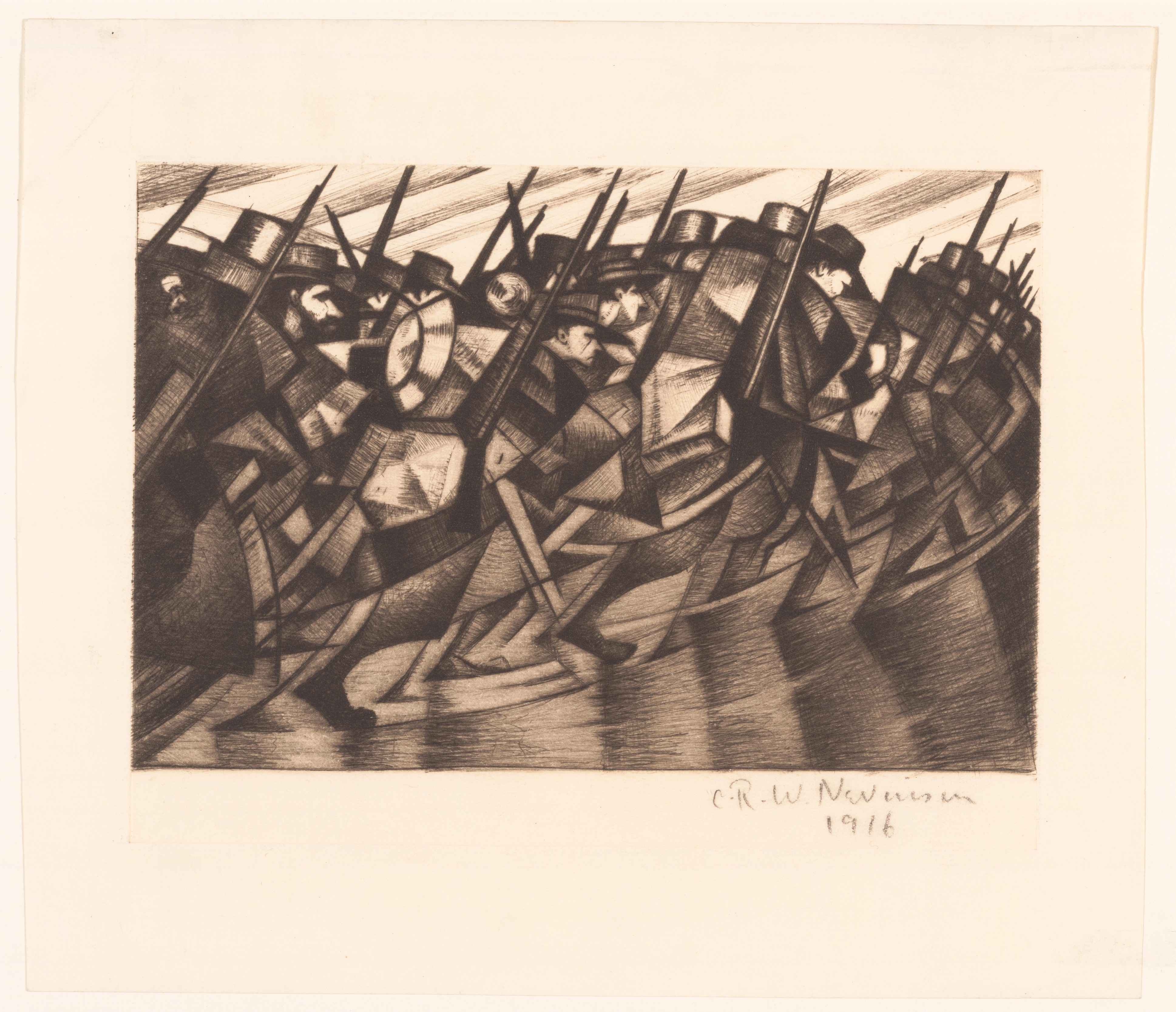
Returning to the Trenches (Návrat do zákopů), 1915

Returning to the Trenches (Návrat do zákopů, 35,6 cm x 45,5 cm, sbírka Metropolitan Museum of Art) Tento futuristický obraz poprvé vystavoval v březnu 1915 spolu s dalšími třemi na druhé výstavě skupiny London Group a hned vzbudil velkou pozornost. Řada francouzských pěšáků pochoduje zleva doprava. Na sobě mají charakteristické uniformy a helmy, jejich končetiny se na závěr spojují do jedné velké řady rovných čar.
Postavy pochodujících vojáků bylo Nevinsonovo téma realizované různými technikami: olejovými barvami, suchou jehlou, pastelem, uhlem, perem a inkoustem nebo dřevořezbou. Byl přesvědčený, že popisuje podstatný aspekt války, kterého byl svědkem. Na obrazu není zřejmá žádná síla – nohy a ruce jsou slité a rozostřené, individualita vojáků se ztratila. Stejně tak neexistuje žádný způsob úniku. Kontrast se šťastnými pochodujícími muži na náborových plakátech je pozoruhodný a dokazuje temnou realitu armádního života. Našel extrémně expresivní vzorec pro rytmický pochod francouzských pěšáků plně vyzbrojených a naložených příslušenstvím pro dlouhý pobyt v zákopech.
V Časopisu Daily Express z 25. února 1915 Nevinson v interview prohlásil: „Snažil jsem se vyjádřit emoce vyvolané ošklivostí a otupělostí válčení. Naše futuristická technika je jediným možným médiem, jak vyjádřit nerozvážnost, násilí a brutalitu emocí na současných evropských bojištích... Moderní umění nevyžaduje krásu ani zdrženlivost, nýbrž vitalitu.“

### La Mitrailleuse

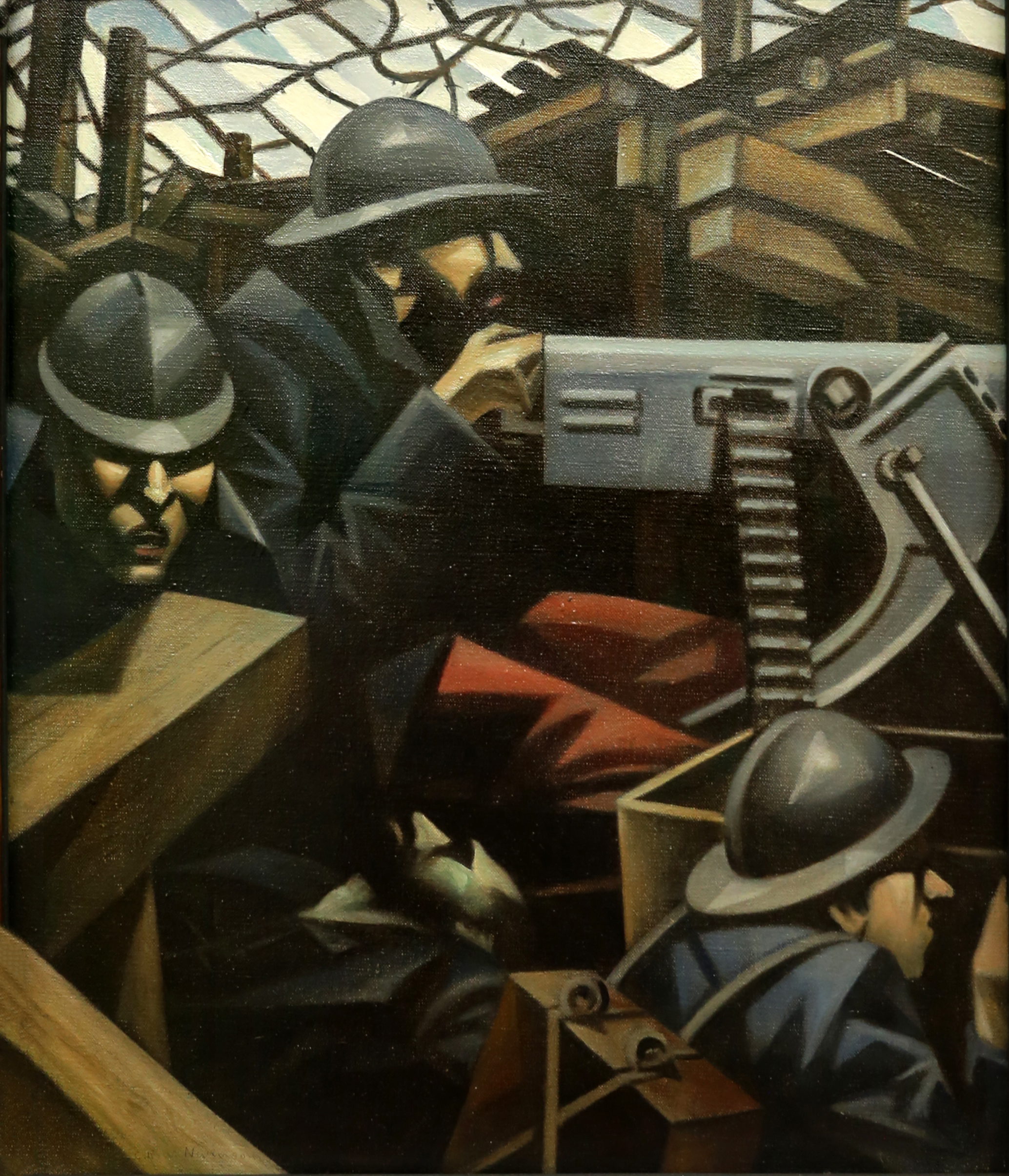
La Mitrailleuse (Kulomet), 1915

Olejomalba na plátně (61 × 51 cm) z roku 1915 La Mitrailleuse (Kulomet, sbírka Tate Britain). Obraz namaloval na dovolené, kterou si vybral jako řidič ambulance. Anglický malíř Walter Sickert v článku v magazínu The Burlington Magazine napsal: „Nevinsonova malba La Mitrailleuse pravděpodobně zůstane nejdůležitější a soustředěnou výpovědí o válce v dějinách malířství“.
Scéna zobrazuje tři vojáky v zákopu při obsluze kulometu, na hlavách mají ocelové přilby M15 Adrian, modré kabáty a červené kalhoty. Jeden z nich z kulometu střílí. Čtvrtý voják bez přilby leží mrtev na zádech mezi nimi uprostřed, obličejem k nebi a vojáci nemají ani chvilku čas, aby se mu věnovali. Kolem nich jsou dřevěné trámy, nahoře jsou sloupy spojené ostnatými dráty. Horní část rámuje modrošedá obloha s čarami bílého kouře. Vojáci ovládají velký kulomet namířený směrem na nepřátelskou linii. Osoby i předměty jsou znázorněny hranatými geometrickými plochami barev a vše se stává odlidštěnou součástí stroje smrti. Často se vyskytují geometrické tvary, pravé úhly, dřevěné trámy připomínají kříž. Studené barvy dominují, šedé helmy a velký kulomet; hnědé trámy, černý ostnatý drát. S tím kontrastují červené kalhoty, centrální teplá barva. Obraz však není reálný, podle popisu zobrazuje zákop z roku 1915, ale francouzští vojáci v té době nosili jiné přilby a také jiné uniformy. Na obrazu jsou uniformy z léta/podzimu/zimy roku 1914, které byly zodpovědné za větší úmrtnost, protože neměly žádné maskování.
Nevinson později napsal: „Pro mě bude voják ovládaný strojem… Byl jsem první člověk, který tento pocit vyjádřil na plátně.“
Obraz byl vystaven v galeriích Grafton Galleries a Leicester Galleries v roce 1916 a o rok později byl věnován Tate Gallery společností Contemporary Art Society. V současné době (2019) je vystaven v Tate Britain.

### The Doctor
Olejomalba na plátně (57,1 × 41,2 cm) z roku 1916 The Doctor (Lékař, sbírka Imperiálního válečného muzea) je inspirována dějem na západní frontě první světové války, místem shromažďování raněných nedaleko Dunkerku. Lékař léčí raněné vojáky v budově se slámou na podlaze. V popředí je trpící voják svlečený do pasu, který sedí na nosítkách a lékař mu kontroluje ovázanou ránu na hlavě. Vedle něho leží na nosítkách tělo s obličejem zabaleným v bandáži. V pozadí vlevo je voják se sundanými kalhotami, opírající se o levou ruku a lékař mu ošetřuje krvavou ránu na pravé straně těla. Vedle nich jsou francouzští vojáci s poraněnýma rukama v šátcích.

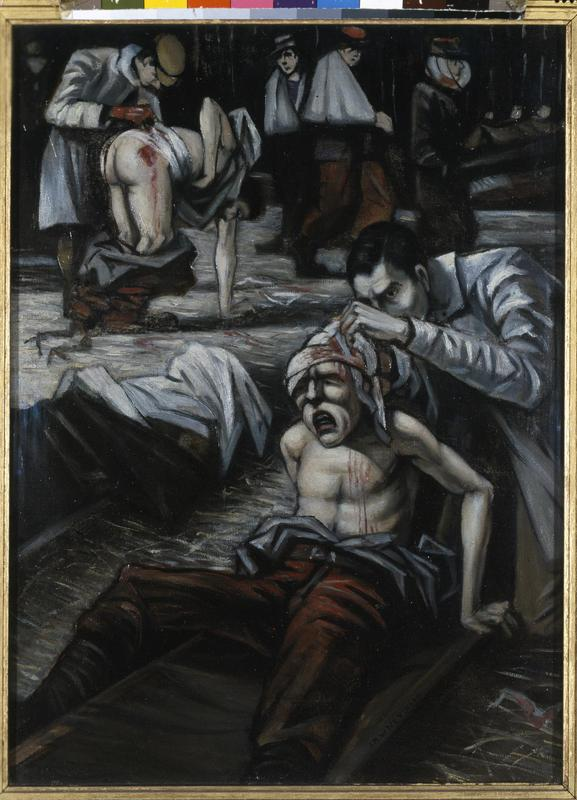
The Doctor (Lékař), 1916
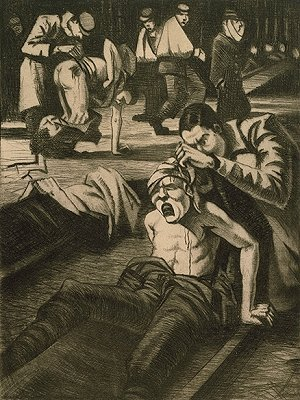
Rytina suchou jehlou

### After The Push

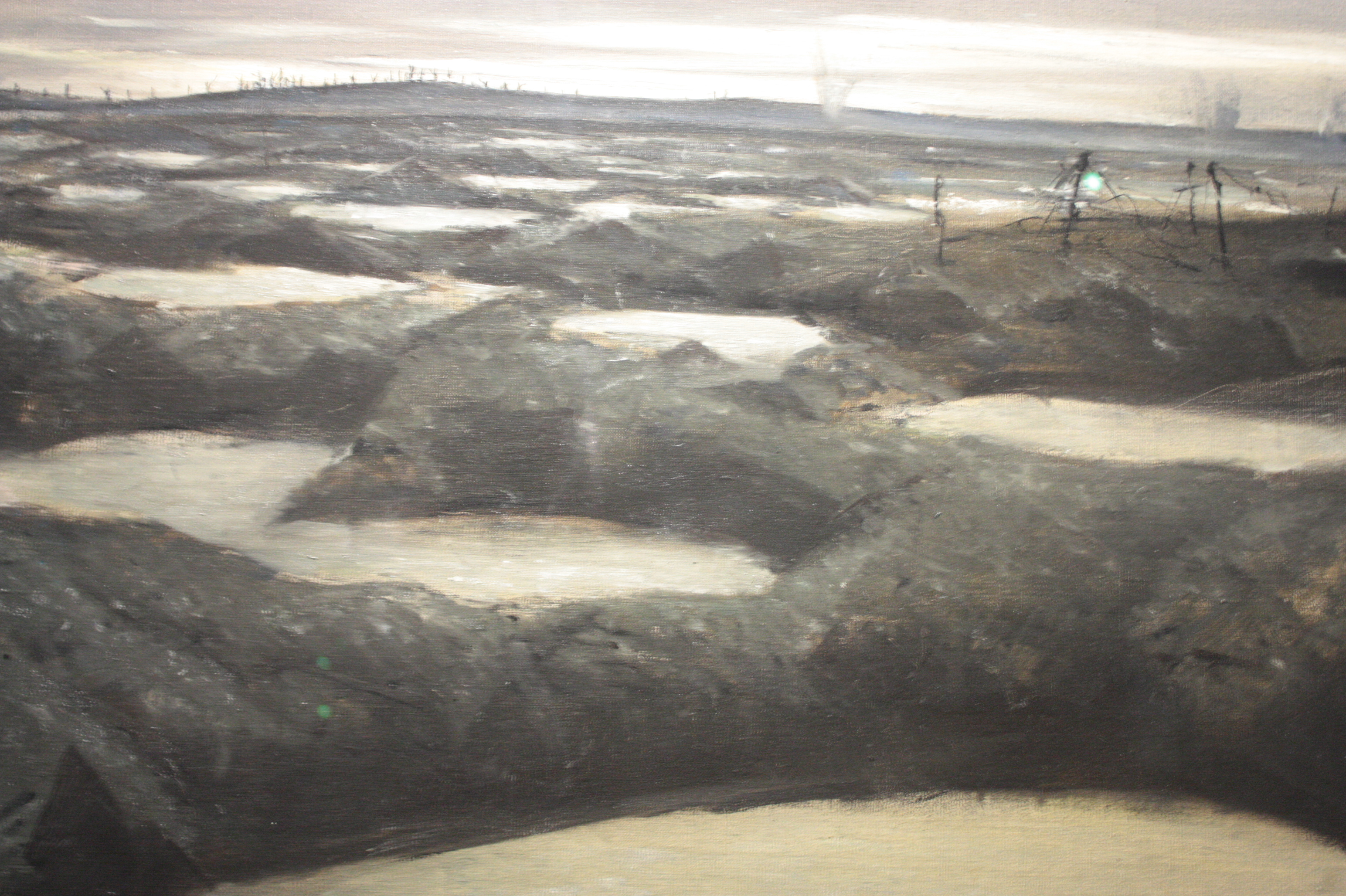
After The Push (Po útoku), 1917

Olejomalba na plátně (57,1 × 80 cm) z roku 1917 After The Push (Po útoku, sbírka Imperiálního válečného muzea) představuje měsíční krajinu po útocích vojsk s obrovskými krátery plné vody a zbytky ostnatého drátu. V dálce na horizontu vlevo je řada polámaných stromů a vpravo vybuchující dělostřelecké granáty, které připomínají blízkost války. Obraz je kritickou reakcí na nesmyslné ničení krajiny během války.

### Paths of Glory

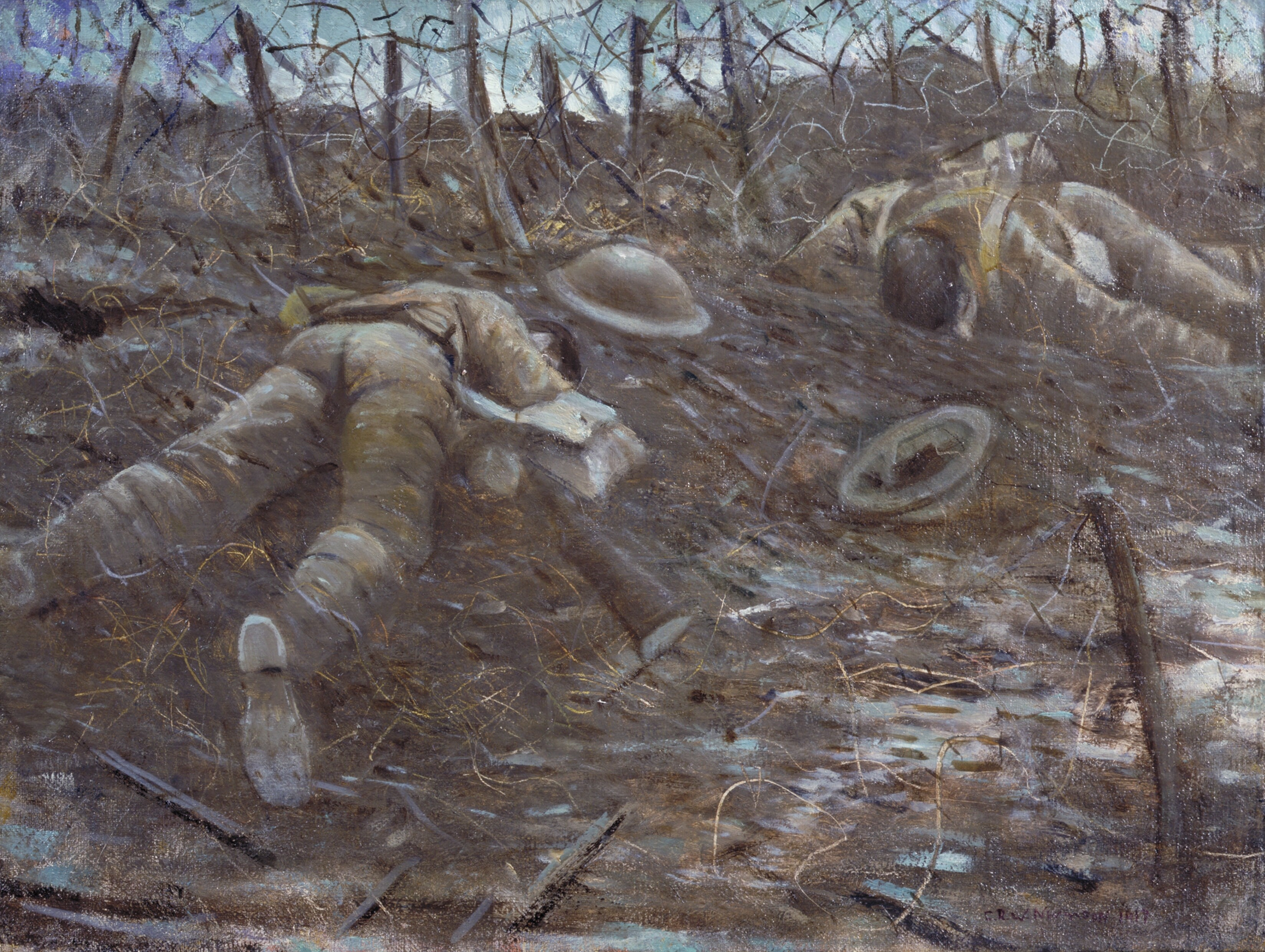
Paths of Glory (Stezky slávy), 1917

Olejomalba na plátně (45,7 × 60,9 cm) z roku 1917 Paths of Glory (Stezky slávy, sbírka Imperiálního válečného muzea). Název obrazu je převzat z básně Elegie psána na hřbitově vesnickém od Thomase Graye.
| „                                                 | The boast of heraldry, the pomp of pow’r, And all that beauty, all that wealth e’er gave, Awaits alike th’ inevitable hour. The paths of glory lead but to the grave | Zde erbů chlouba, moci nádhera a všecko, s krásou blahobyt co dává, má chvíli jisté zhouby, veškerá v hrob ústí zvolna ale jistě sláva. | “ |
| — Thomas Gray, Elegie psána na hřbitově vesnickém | | |   |

Imperiální válečné muzeum obraz popisuje jako „jednu z Nevinsonových nejproslulejších maleb“. Na obrazu převládá holá krajina, ve které jsou těla dvou mrtvých britských vojáků ležících čelem dolů v blátě mezi ostnatými dráty. Jejich helmy a pušky jsou rozházeny vedle nich. Skutečnost, že tváře padlých nejsou vidět podtrhuje anonymitu obětí velké války. Obraz Paths of Glory vznikl během první světové války, ale protože ukazoval smrt britských vojáků na Západní frontě, byl cenzurován oficiální cenzurou obrazů a kreseb ve Francii, kterou zastupoval major A. N. Lee. Předpokládá se, že důvodem bylo naturalistické zobrazení padlých, hnijících a nafouklých mrtvol. Takový obraz britských vojáků by mohl vyvolat nevoli britské veřejnosti, což podle cenzora nebylo v této fázi války přípustné. Zobrazování mrtvých těl bránilo válečnému úsilí. Toto rozhodnutí bylo potvrzeno tři měsíce před otevřením Nevinsonovy výstavy v Leicester Galleries v roce 1918, ale Nevinson i přesto obraz vystavil, a to s hnědým papírem přes celé plátno s nápisem Cenzurováno. Výsledkem bylo, že malíř byl pokárán za vystavení cenzurovaného obrazu a za neoprávněné použití slova „cenzura“ ve veřejném prostoru. Tento „výkon“ udělal jeho obraz slavným. Ještě v průběhu výstavy jej zakoupilo Imperiální válečné muzeum (protože práce byla zadána Ministerstvem informací), a nahradilo jej obrazem s názvem Tank.

### A Tank

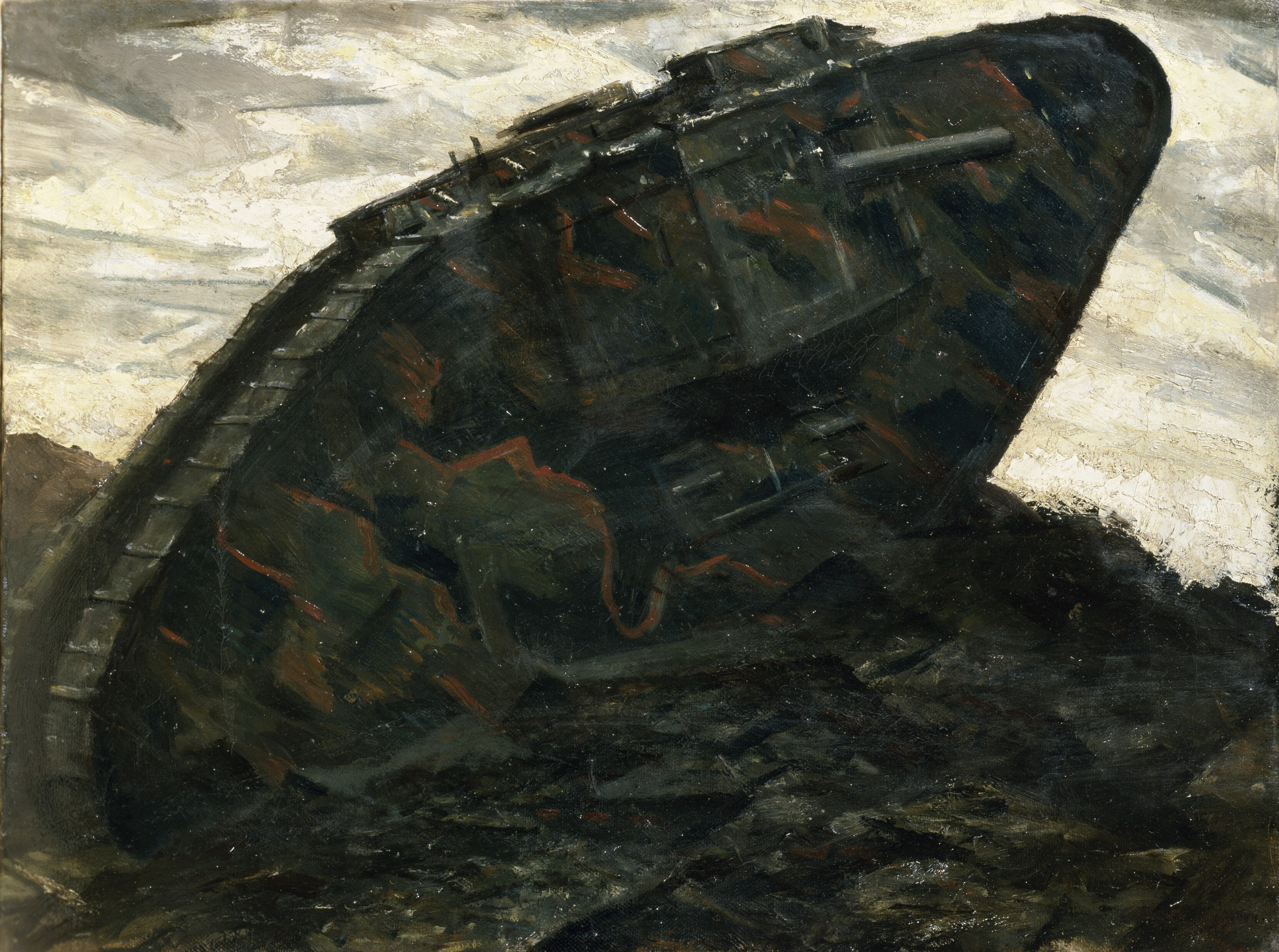
A Tank (Tank), 1917

Olejomalba na plátně (44,2 × 59,3 cm) z roku 1917 A Tank (Tank, sbírka Imperiálního válečného muzea) oslavuje moderní britskou vojenskou techniku a byla tak vhodnější pro propagandistické účely než Paths of Glory. Barevný obraz v tmavých tónech představuje boční pohled na britský tank Mark I, což byl vůbec první bojově nasazený tank v historii. Poprvé byl nasazen 15. září 1916 v bitvě na Sommě. Na olejomalbě je zachycen kamuflovaný stroj při jízdě do kopce, jak se prodírá bahnitým a členitým terénem a vyplňuje celý prostor obrazu. Diagonální poloha stroje zvyšuje dynamiku a dramatičnost kompozice.

### Ostatní

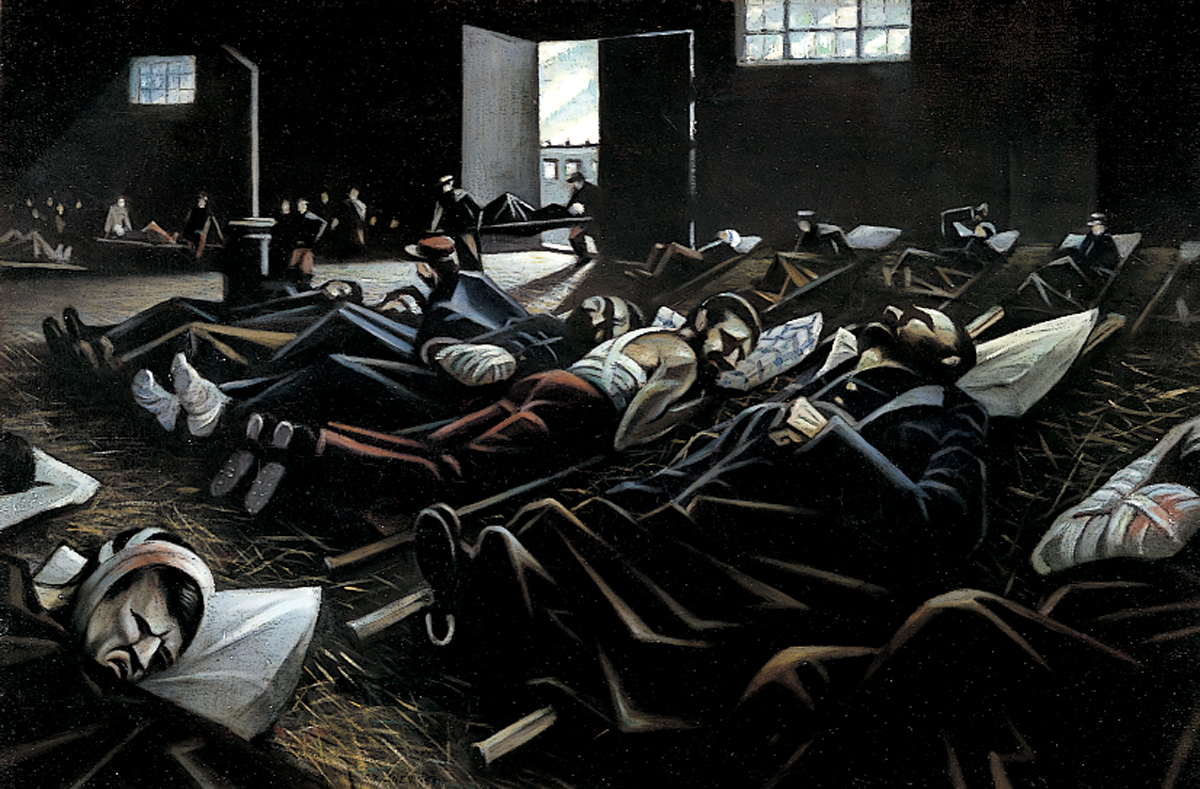
La Patrie (Rodná zem), 1916. Obraz odkazuje na Shambles u Dunkerku, kde se Nevinson několik týdnů pomáhal starat o asi tři tisíce těžce zraněných francouzských vojáků, kteří byli evakuováni z fronty. Když se tento obraz objevil v Londýně v roce 1916, kritik napsal: „La Patrie bude stát, k úžasu a hanbě našich potomků, jako příklad toho, co civilizovaný člověk v první čtvrtině 20. století udělal.“
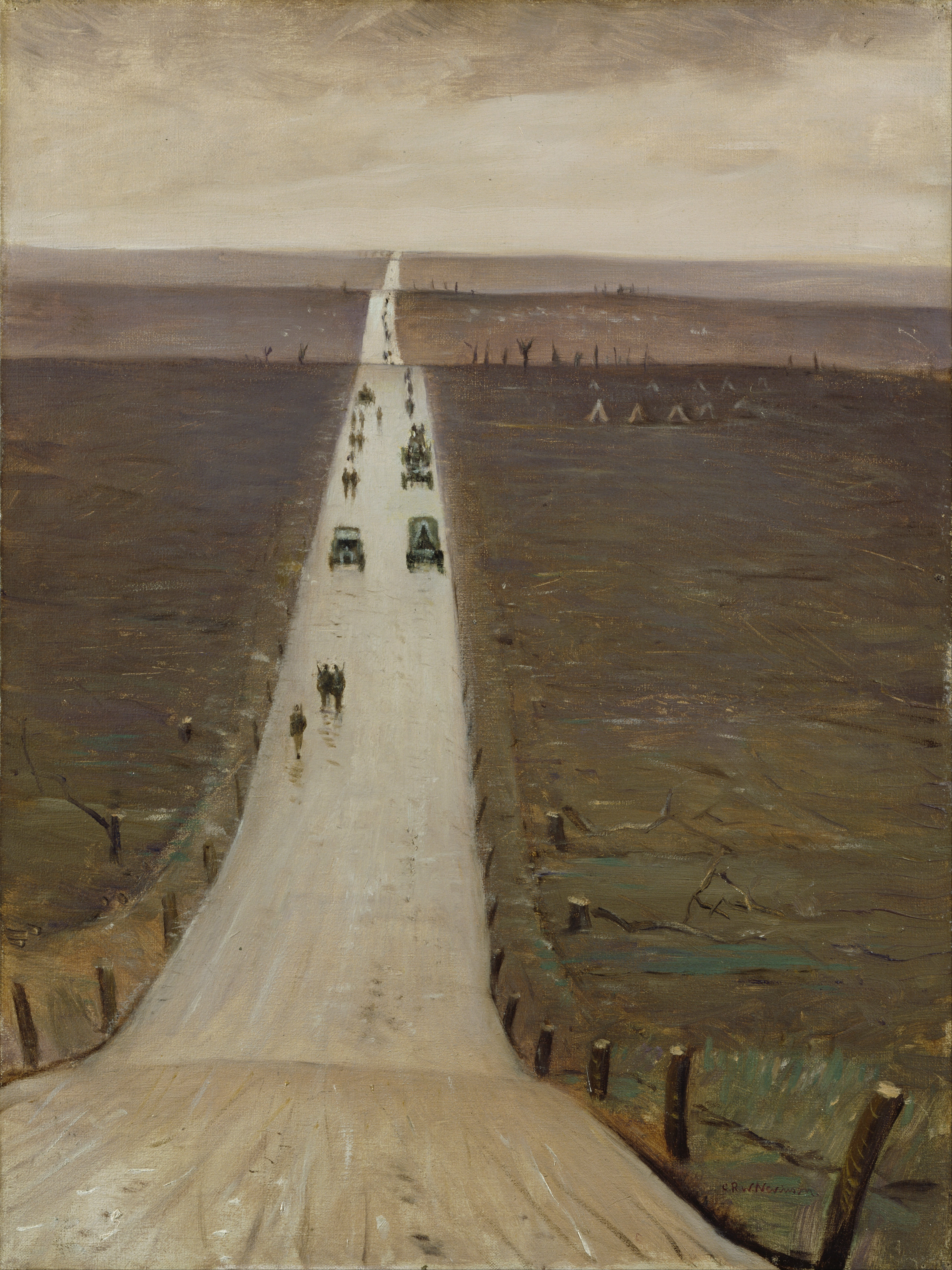
The Road from Arras to Bapaume (Silnice z Arrasu do Bapaume), 1917. Využití silné perspektivy umocňuje prázdnotu a zpustošení scény: ploché, nezřetelné pole, polámané stromy a šedivá obloha. Divák vnímá tichý pohyb vojenských vozidel po bombardování.
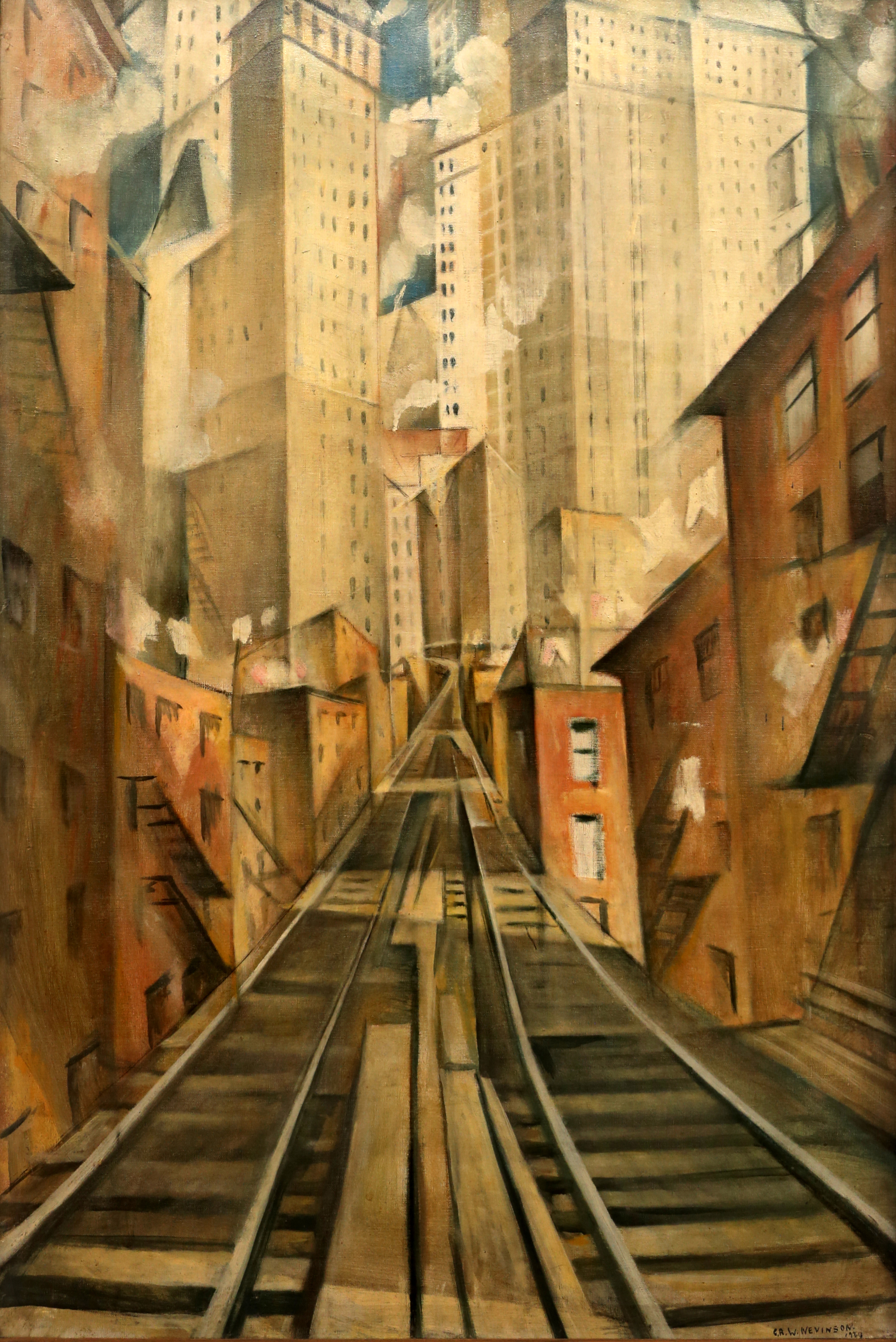
The Soul of the Soulless City (Duše města bez duše), původně New York – an Abstraction (New York – abstrakce), 1920. V květnu 1919 Nevinson poprvé navštívil New York a první výstava jeho obrazů zde sklidila pozitivní ohlas. Druhá výstav v říjnu 1920 už byla přijata daleko hůře. To vedlo k Nevinsonově deziluzi z New Yorku, a to do té míry, že svůj obraz tohoto města přejmenoval na Duše města bez duše.
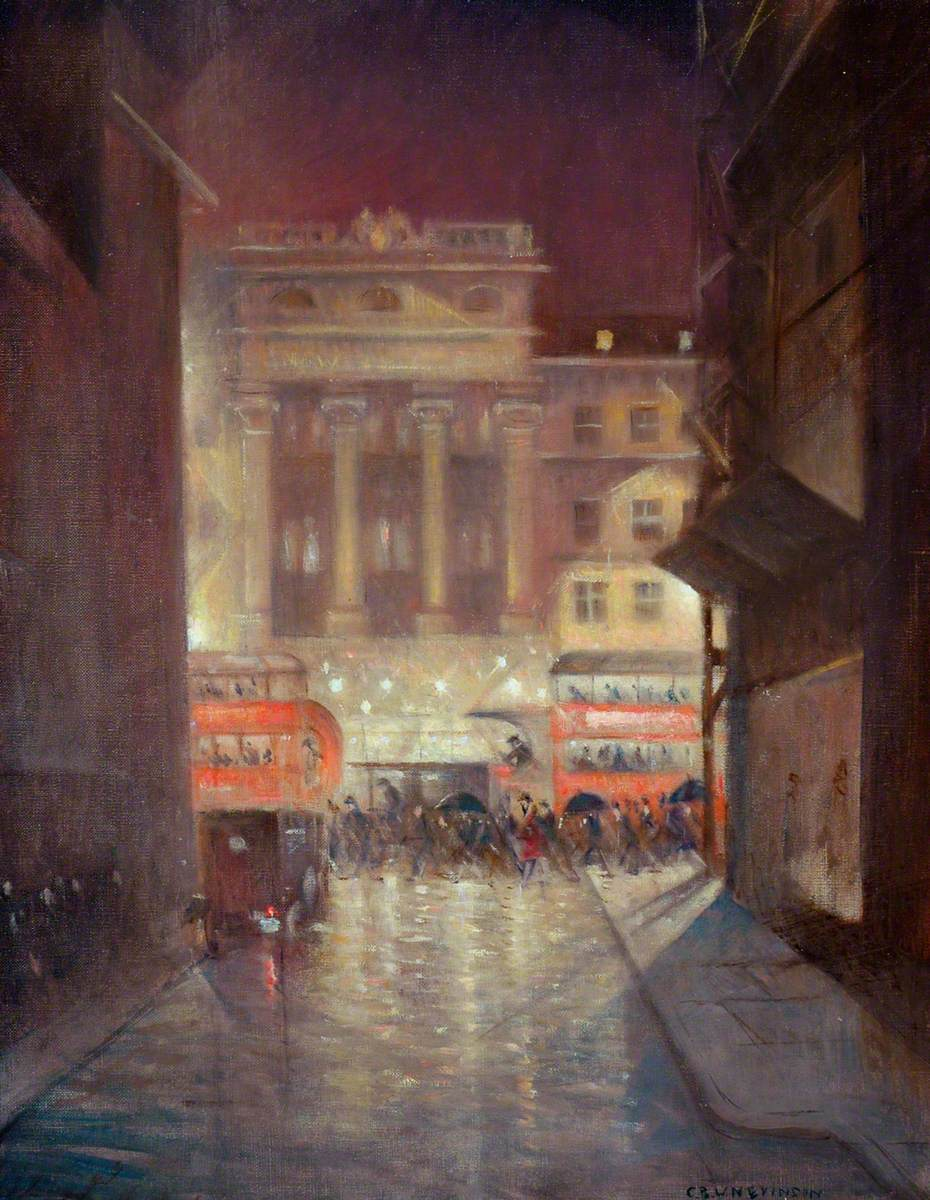
The Strand by Night (Ulice Strand v noci, olej na plátně, Cartwright Hall Art Gallery, 76x61 cm), 1937. Ve třicátých letech namaloval Nevinson řadu městských scenérií v Londýně, Paříži a New Yorku. Nejvýznamnější z nich je tato z roku 1937.
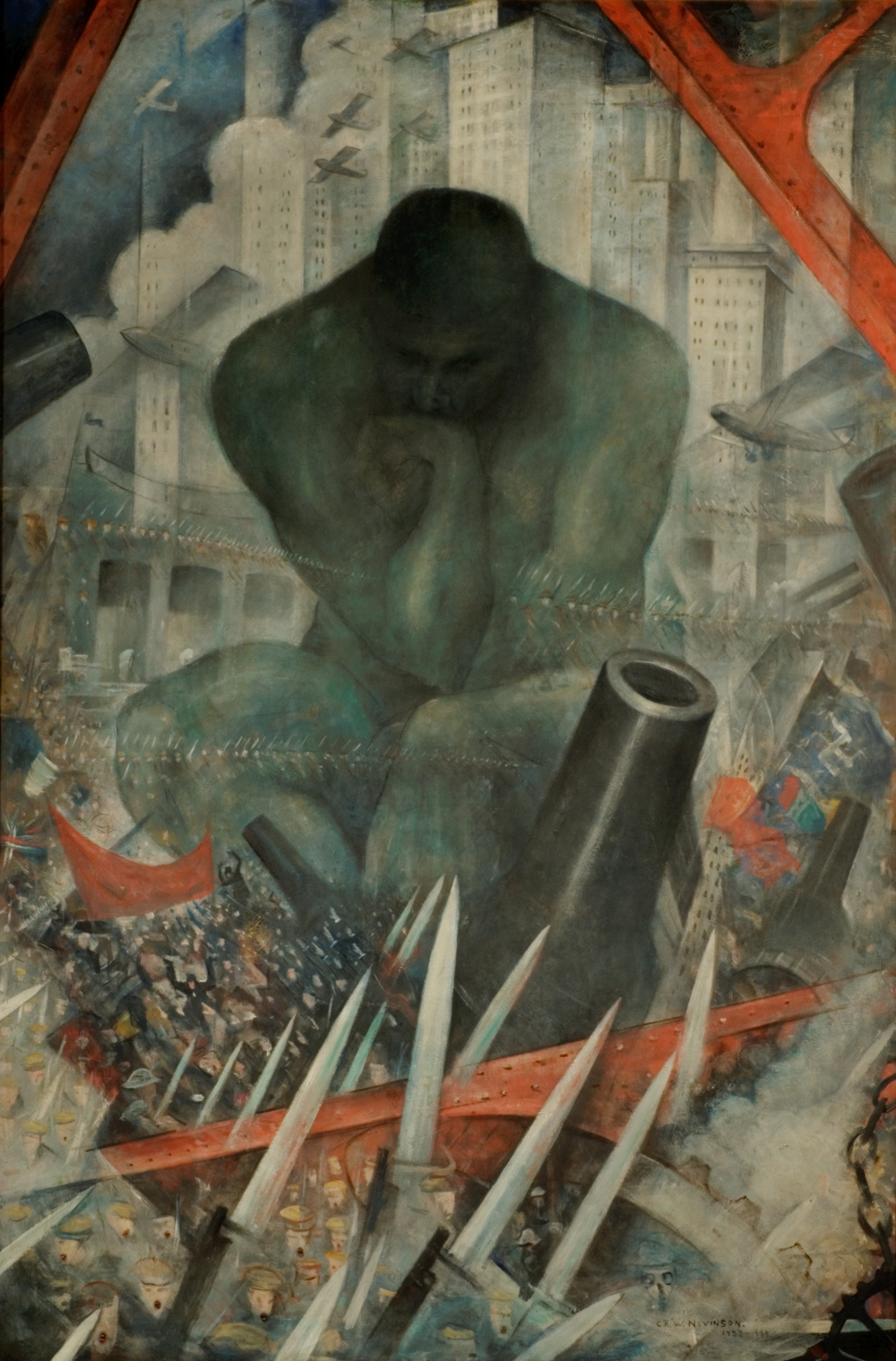
Jeho velká malba z let 1932 až 1935, The Twentieth Century (Dvacáté století) útočila na fašismus a nacismus. Tmavá postava v pozadí připomíná sochu Myslitele.
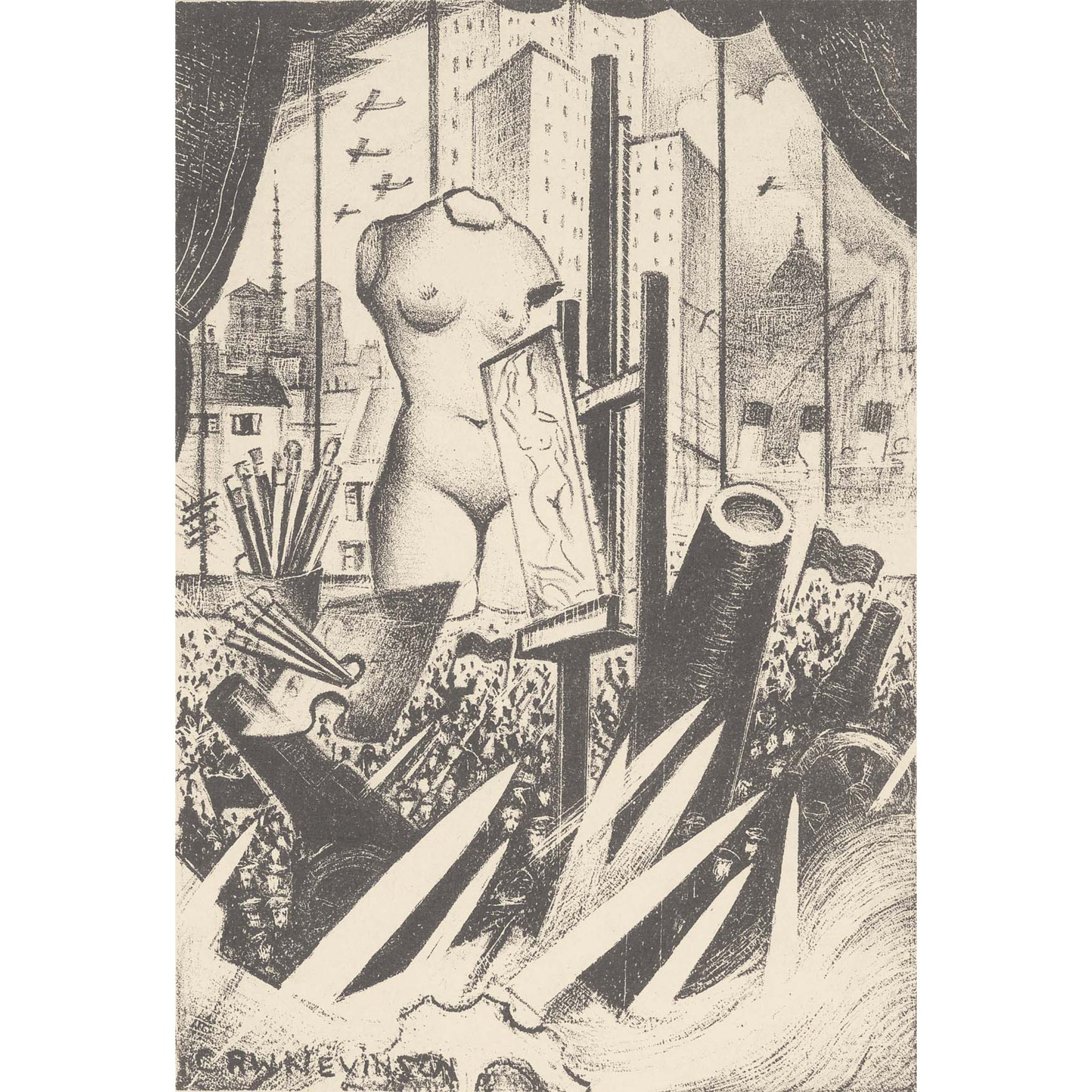
The Spirit of Progress (Duch pokroku), litografie, 1933, 24,5 x 16,5 cm
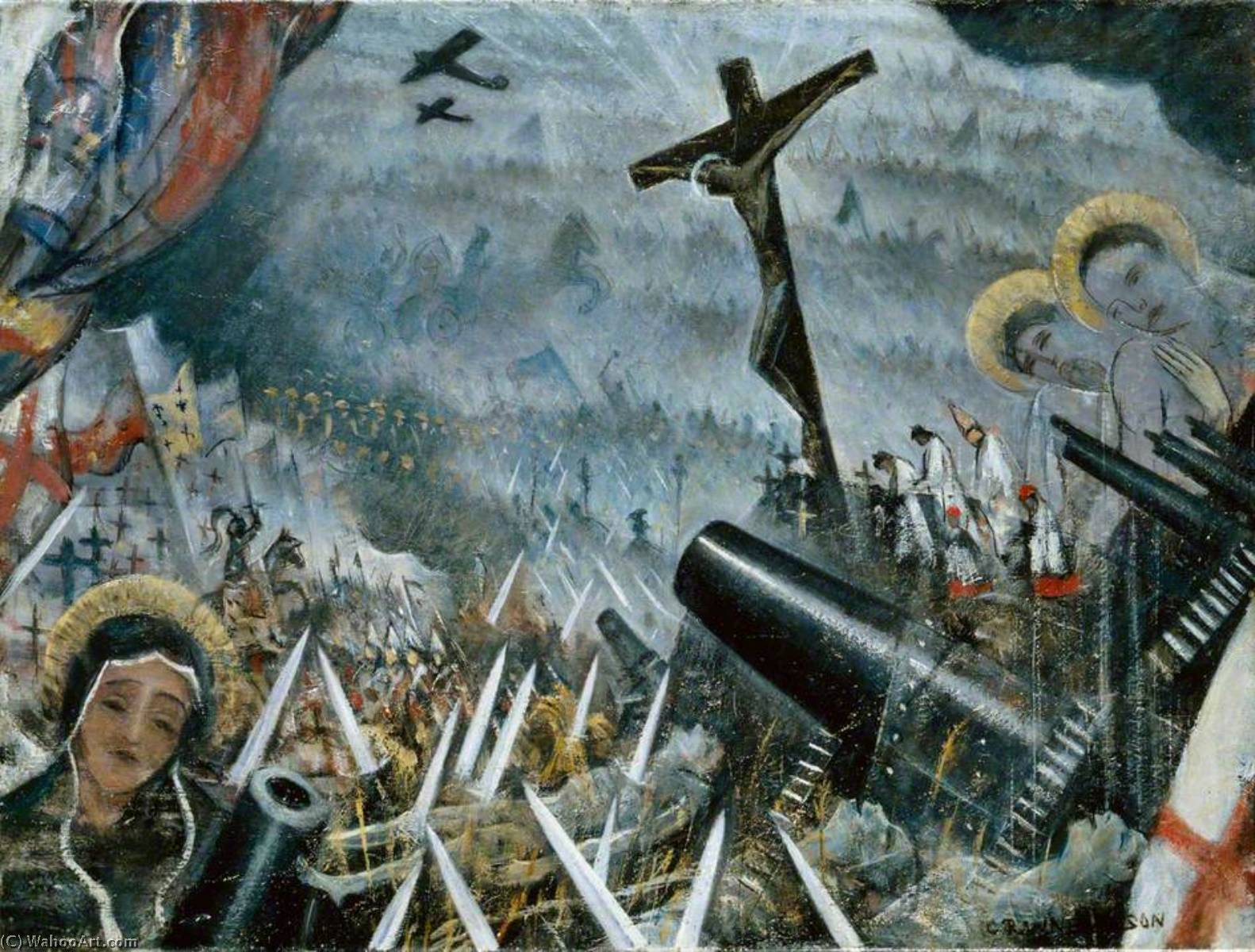
The Unending Cult of Human Sacrifice (Nekonečný kult lidské oběti), 46 x 61 cm, 1934, Další varianta předchozí kompozice
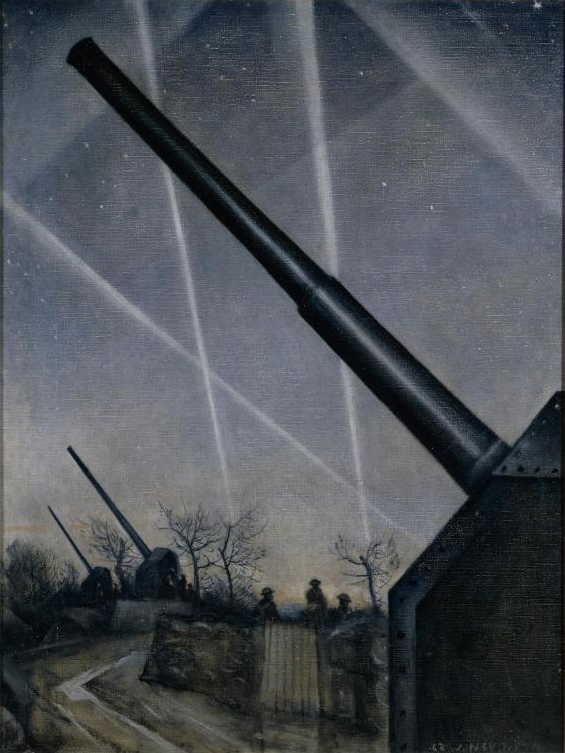
Anti-aircraft Defences (Protiletecká obrana) byl jedním ze tří obrazů, které od něho WAAC zakoupila v prosinci 1940.
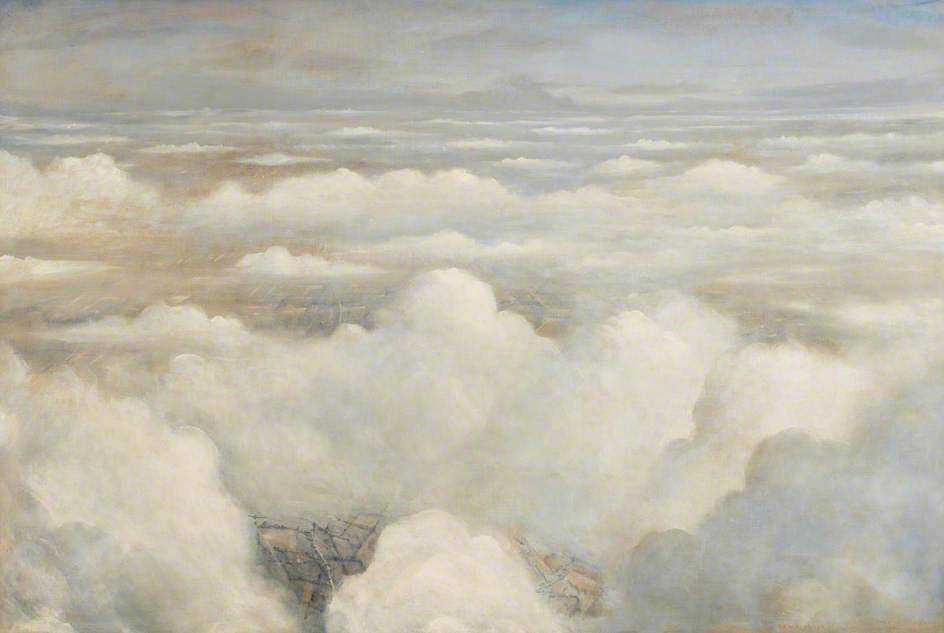
Battlefields of Britain (Bitevní pole Británie) předal Nevinson v roce 1942 Winstonu Churchillovi jako dárek národu. Obraz stále visí v Downing Street.